# 妙石坊
妙石坊（みょうせきぼう）は、山梨県南巨摩郡身延町身延にある日蓮宗の寺院。身延山久遠寺の守護善神である七面大明神が出現した場所として知られ七面山信仰において重要な場所である。高台にあるため眺めがよく周辺の山々を一望にできる。

## 概要
建治年間（1275年 - 1277年）立正大師日蓮が最初に説法を行った地とされ、その際使用した高座石がある。
文禄年間（1593年 - 1596年）学禅院日逢がこの地に開創した妙石庵が起源で、江戸時代の文久2年（1862年）現在の妙石坊に改称された。

## 旧末寺
日蓮宗は昭和16年に本末を解体したため、現在では、旧本山、旧末寺と呼びならわしている。
- 本國山本成寺（山梨県南巨摩郡身延町大城湯平）